# Mira Knežević Eka
Mira Knežević Eka (Niš, 1972) modna je kreatorka i dizajner koja u svom radu koristi spoj etno motiva južnog Balkana i savremenih kreacija i materijala. Objavila je i roman Žena kao stena u kom opisuje borbenost i hrabrost žene, koja je uprkos svemu uspela sama da se izbori za svoj integritet, stav i talenat.

## Biografija
Rođena je u Nišu 13. marta 1972. godine, a detinjstvo i odrastanje provela je u etničkoj zajednici Srbije u Gori, u jednom goranskom selu srpskog govornog područja nadomak Prizrena na Kosovu i Metohiji. Često je prisustvovala školskim svečanostima, dobijala nagrade za likovnu umetnost u kojoj se posebno isticala, kao i nagrade za koreografiju i ostalu umetnost. U to vreme često je putovala širom Kosova i Metohije, istraživajući na polju umetnosti, rad žena koje vezu i rade ostale ručne radove.
Godine 1997. napušta Kosovo i Metohiju želeći da istakne sebe u umetnosti, modi i slikarstvu. Na putovanju po Egiptu, upoznala je značajne umetnike, gde je nakon stvaranja u privatnoj kreativnoj radionici, izlagala svoje haljine u kulturnim ustanovama gde je privukla pažnju na svoj rad. Ona je u tom periodu svog života istraživala i vrednosti istočnjačke tradicinalne nošnje, te je radila balkanski vez na muslinu. U slobodno vreme posećivala je svetinje u Egiptu, Sinajsko poluostrvo i Sinajsku goru. Obilaskom Manastira Svete Katarina, pronalazi sebe u duhovnosti. Zatim je svoju karijeru nastavila u Izraelu, tačnije u Tel Avivu.
Po obilasku Egipta i Izraela, posetila je i Indiju, zemlju bogatu kulturom, tradicijom, religijom i talentovanim narodom, bavila se dizajnom u Nju Delhiju, istražujući etno motive. Posle Indije sa stečenim iskustvom i energijom vratila se u Srbiju, u Beograd.

## Nagrade i priznanja
U Domu Sindikata u aprilu 2014. godine, na prestižnoj dodeli nagrada posvećenoj VIP ženama srpske medijske scene, dobija priznanje „Dama godine” za doprinos, rad i stvaralaštvo. Na beogradskoj nedelji mode, najvećem modnom događaju u našem delu Evrope, „Belgrade fashion Week 2016.” ekskluzivno predstavila kreacije pred mnogobrojnim medijima, prijateljima, saradnicima i umetnicima. Na reviji podržali su je: Izvorinka Milošević, Marko Bulat, Jasna Đokić, Goca Stoičević, Tina Ivanović, Dejan Milićević, Halid Muslimović i drugi. Predstavljene modele u Beogradu predstavljala je naredne godine u Rimu, Milanu, Parizu. Primećena u Italiji, dizajnirala je kostime za maskenbal u Veneciji sa pozitivnim kritikama dizajnera i publike.
U Kraljevu 3. oktobra 2017. godine pred mnogobrojnom publikom, predstavnicima medija i ostalih produkcija, u dvorani sportova uručen joj je „Kraljevski oskar popularnosti” za umetnost, modu i slikarstvo - Svestranost u umetnosti.
U Beogradu 19. februara 2018. godine, u Pozorištu na Terazijama, na svečanoj ceremoniji dodele priznanja „Balkanska nagrada 2018.” za rezultate ostvarene u kulturnom, javnom i privrednom životu na teritoriji čitavog Balkana, dodeljena joj je statua za „Doprinos modnoj umetnosti i širenju tradicionalnih vrednosti”. Po odluci žirija, ovo priznanje pripada onima koji su svojim stvaralaštvom privukli pažnju medija na Balkana.

## Spoljašnje veze
- „Drugi dan autorske mode na 39. black’n’easy fashion week-u - Eka Luxury design”. Stylers.
- „Mira Eka: Umetnost je svuda oko nas”. 24 sata. Архивирано из оригинала 02. 12. 2020. г. Приступљено 9. 3. 2018.
- „Međunarodno priznata modna dizajnerka Mira Eka najavljuje novu kolekciju za 2018. godinu!”. Magazin Balkan EU. Приступљено 9. 3. 2018.